# Jarno Saarinen

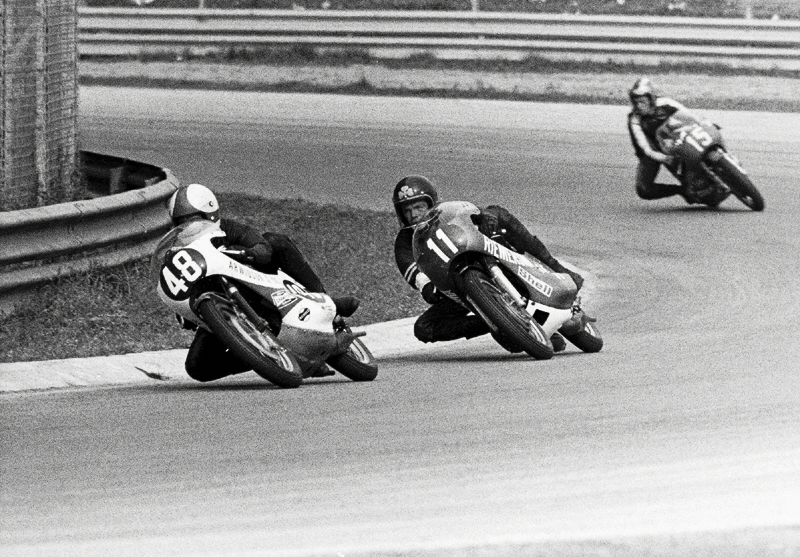
Saarinen (48) vid Nationernas GP 1971 på Monzabanan.

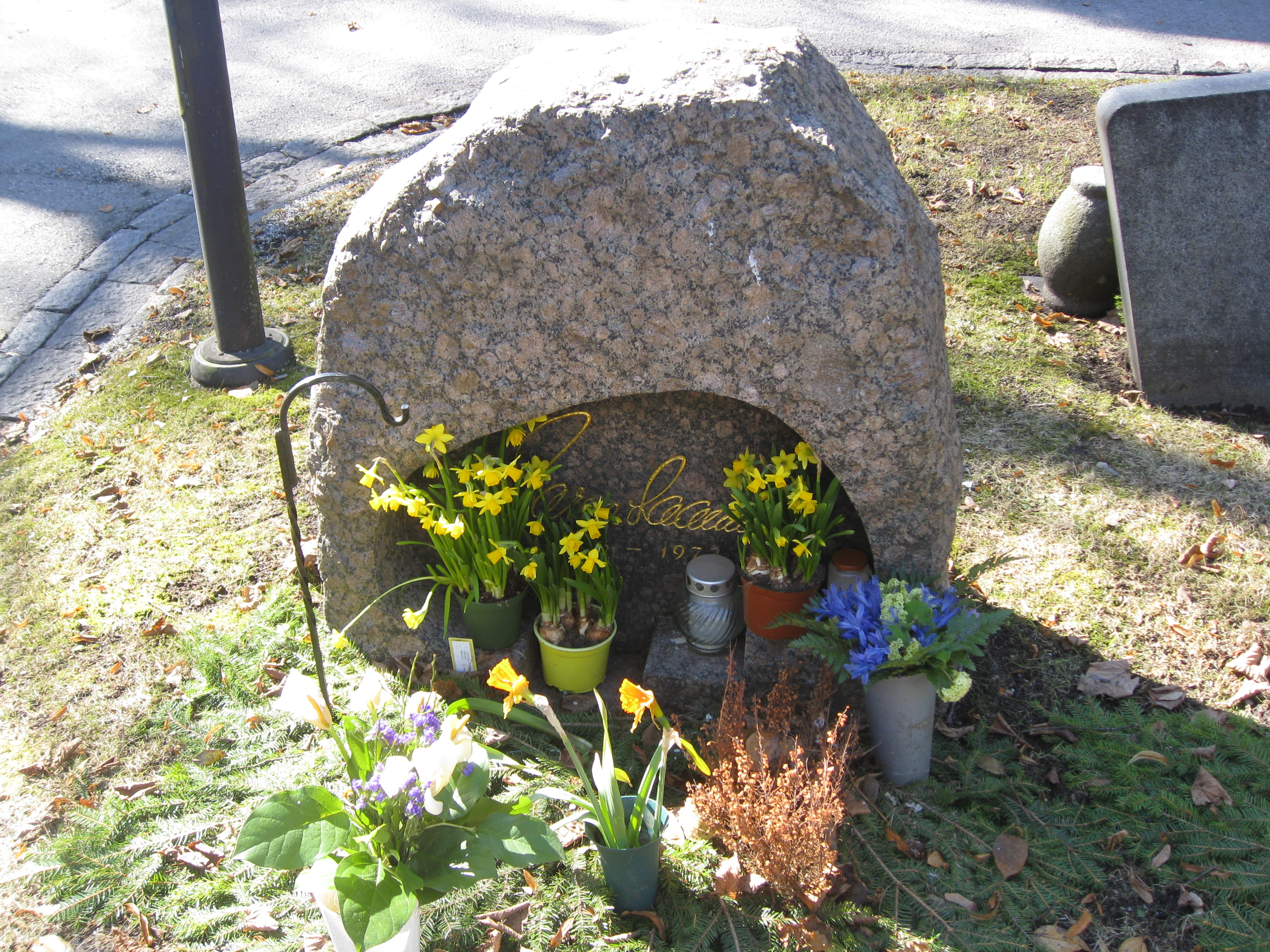
Jarno Saarinens grav

Jarno Karl Keimo Saarinen, född 11 december 1945 i Åbo, Finland, död 20 maj 1973 i Monza, Italien var en finsk roadracingförare. Saarinen var den förste finländaren som vann ett VM i roadracing - 250-klassen säsongen 1972. Han dog 27 år gammal i första kurvan på Monza 1973 i en masskrasch.

## Tävlingskarriär
Saarinen började tävla i speedway och isbanetävlingar innan han satsade på roadracing. Han gjorde VM-debut säsongen 1970 i  250cc på en Yamaha och tog sin första pallplats med tredjeplatsen i TT Assen det året. Han kom också trea i Tjeckoslovakiens Grand prix och blev fyra i VM-tabellen. Roadracing-VM 1971 ställde Saarinen upp i 350cc, 250cc på Yamaha och i 50cc på Kreidler. Han tog sin första Grand Prix-seger med segern i 350-klassen i Tjeckoslovakiens Grand Prix. Han vann också Nationerrnas Grand Prix (Italien) i 350-klassen och blev tvåa i VM efter Giacomo Agostini. I 250-klassen tog Saarinen också en seger 1971, Spaniens Grand prix, och blev trea i VM.
Säsongen 1972 ställde Saarinen upp i 350- och 250-kubiksklasserna för Yamaha. I 350cc började han med att vinna de två första deltävlingarna innan Agostini åter tog greppet om världsmästerskapet. Saarinen vann tre Grand prix och blev tvåa i VM. I 250cc inledde Saarinen lite trevande men han vann fyra av de sex sista deltävlingarna, bland annat Finlands Grand prix på Imatrabanan. Saarinen vann VM-titeln i 250cc endast en poäng före Renzo Pasolini.
Till 1973 fick Saarinen fabrikskontrakt och fullt stöd från Yamaha. Han skulle köra Yamahas nya 500cc-racer OW500 samt försvara sin VM-titel i 250cc. Säsongen började mycket bra. Han vann de två första racen i 500-klassen och de tre första i 250-klassen. Nästa deltävling var Nationernas Grand Prix på Monza 20 maj 1973 där Jarno Saarinen och Renzo Pasolini omkom i en masskrasch i Curva Grande på första varvet i 250-klassen. Om olyckan inträffade på grund av att det var olja på banan eller att Pasolinis Harley-Davidson skar är inte helt klarlagt.

## Övrigt
Den italienske formel 1-föraren Jarno Trulli är uppkallad efter Saarinen.

## Framskjutna placeringar

### Segrar 500GP
| Nr | Grand Prix | År   |
| -- | ---------- | ---- |
| 1  | Frankrike  | 1973 |
| 2  | Österrike  | 1973 |

### Segrar 350GP
| Nr | Grand Prix      | År   |
| -- | --------------- | ---- |
| 1  | Tjeckoslovakien | 1971 |
| 2  | Italien         | 1971 |
| 3  | Västtyskland    | 1972 |
| 4  | Frankrike       | 1972 |
| 5  | Tjeckoslovakien | 1972 |

### Segrar 250GP
| Nr | Grand Prix      | År   |
| -- | --------------- | ---- |
| 1  | Spanien         | 1971 |
| 2  | Belgien         | 1972 |
| 3  | Östtyskland     | 1972 |
| 4  | Tjeckoslovakien | 1972 |
| 5  | Finland         | 1972 |
| 6  | Frankrike       | 1973 |
| 7  | Österrike       | 1973 |
| 8  | Västtyskland    | 1973 |